# Lippai Városi Múzeum
A Lippai Városi Múzeum műemléknek nyilvánított múzeum Romániában, Arad megyében, a volt Mișici-kastélyban. A romániai műemlékek jegyzékében az AR-II-m-B-00621 sorszámon szerepel.